# NGC 5072
NGC 5072 је елиптична галаксија у сазвежђу Девица која се налази на NGC листи објеката дубоког неба.
Деклинација објекта је - 12° 32' 23" а ректасцензија 13h 19m 12,6s. Привидна величина (магнитуда) објекта NGC 5072 износи 13,5 а фотографска магнитуда 14,5. NGC 5072 је још познат и под ознакама NGC 5070, MCG -2-34-22, PGC 46432.